# Mon pays c'est la terre
Albums de Hélène Ségara
Quand l'éternité...
(2006) Parmi la Foule
(2011)
Mon pays c'est la terre est le cinquième album de la chanteuse Hélène Ségara, sorti le 17 novembre 2008.
Il est composé de reprises de tubes internationaux (Asimbonanga de Johnny Clegg, par exemple) ou de chansons traditionnelles réécrit en français pour l'occasion. Contrairement aux albums précédents, Mon pays c'est la terre se vendra moins bien, atteignant la 19e place des charts français.

## Titres
| No  | Titre                                                 | Durée |
| --- | ----------------------------------------------------- | ----- |
| 1.  | En aranjuez con tu amor (Mon pays c'est la terre)     |       |
| 2.  | Asimbonanga (La paix nous vient de toi)               |       |
| 3.  | Mna Na Heireann (Si j'avais moins peur)               |       |
| 4.  | Saudade (Qu'est-ce qu'on va faire avec ce monde?)     |       |
| 5.  | La Complainte de la Butte                             |       |
| 6.  | Podmodkovnie Vetchera (La famille que l'on a choisie) |       |
| 7.  | Im Nin Alu (Où que j'aille)                           |       |
| 8.  | Mu YangGu Niang (Ma plus belle image)                 |       |
| 9.  | Harramt Ahebbak (Danse à nouveau)                     |       |
| 10. | Greensleeves (D'ici) (en duo avec Maurane)            |       |
| 11. | Dele Yaman                                            |       |
| 12. | Together as one (Nous ne faisions qu'un)              |       |
| 13. | Yerushalayim Shel Zahav (Jérusalem en or)             |       |
| 14. | Amazing Grace (Apprends-moi)                          |       |
| 15. | Aurore                                                |       |
| 16. | E Lucevan Le Stelle (Illumination)                    |       |

## Classement hebdomadaire
| Classement (2008)            | Meilleure position |
| ---------------------------- | ------------------ |
| Belgique (Wallonie Ultratop) | 33                 |
| France (SNEP)                | 19                 |

## Sources
1. ↑  « Hélène Ségara - Mon Pays C'est La Terre », sur chartsinfrance.net (consulté le 10 avril 2023).
2. ↑  Ultratop.be – Hélène Ségara – Mon pays c'est la terre. Ultratop 200 albums. Ultratop et Hung Medien / hitparade.ch.
3. ↑  Lescharts.com – Hélène Ségara – Mon pays c'est la terre. SNEP. Hung Medien.

### Article lié
Hélène Ségara